# Norbert Thiede
Norbert Thiede (* 3. April 1949 in Perleberg) ist ein ehemaliger deutscher Diskuswerfer, der für die DDR startete.
Bei den Olympischen Spielen 1976 in Montreal verpasste er als Vierter im Diskuswurfwettbewerb mit einer Weite von 64,30 m eine Medaille.
Seine persönliche Bestleistung von 66,90 m stellte er am 25. April 1976 in Rostock auf.
Norbert Thiede startete für den SC Traktor Schwerin.